# Burek

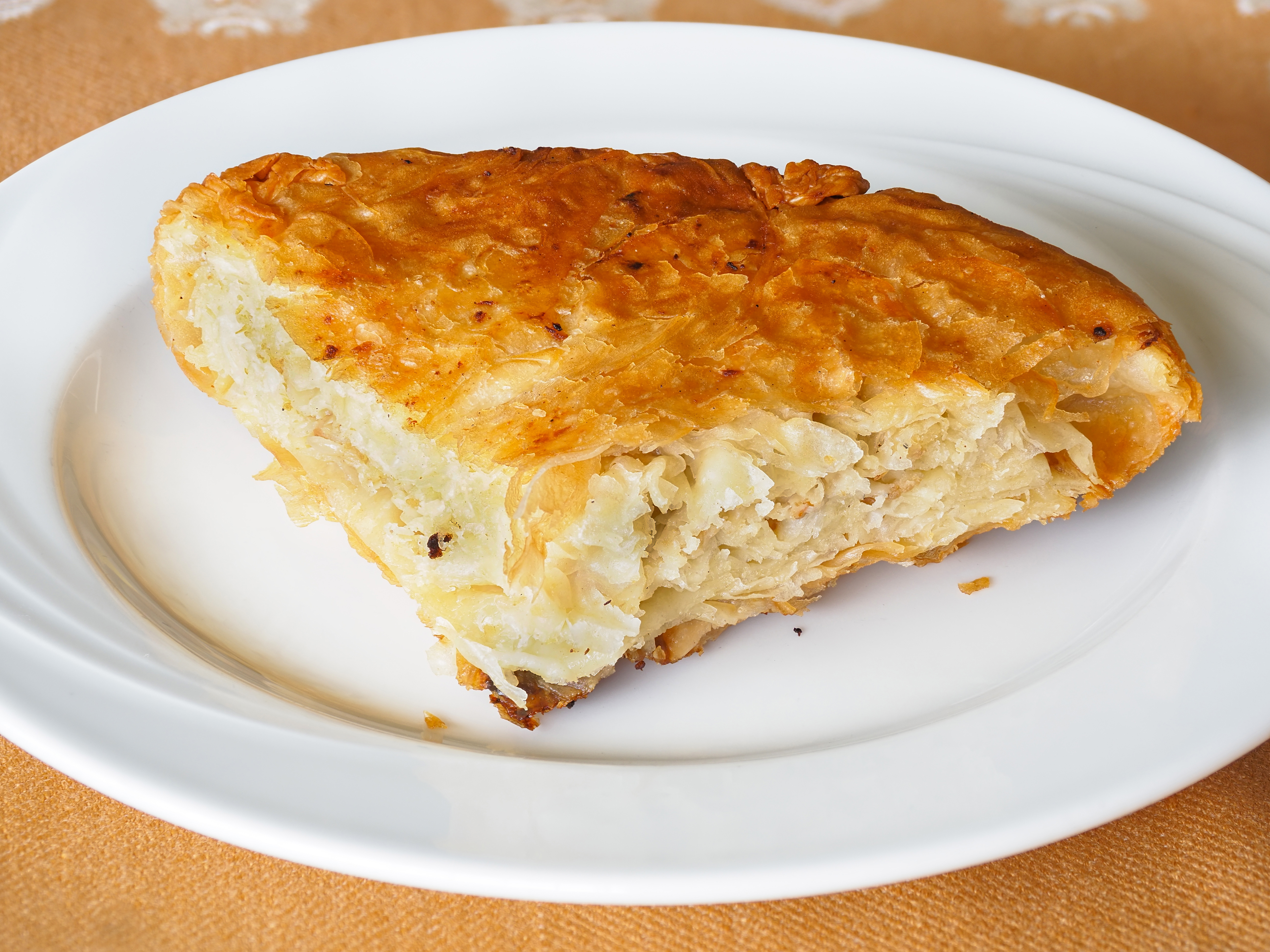
Tradycyjny burek mięsny z Serbii

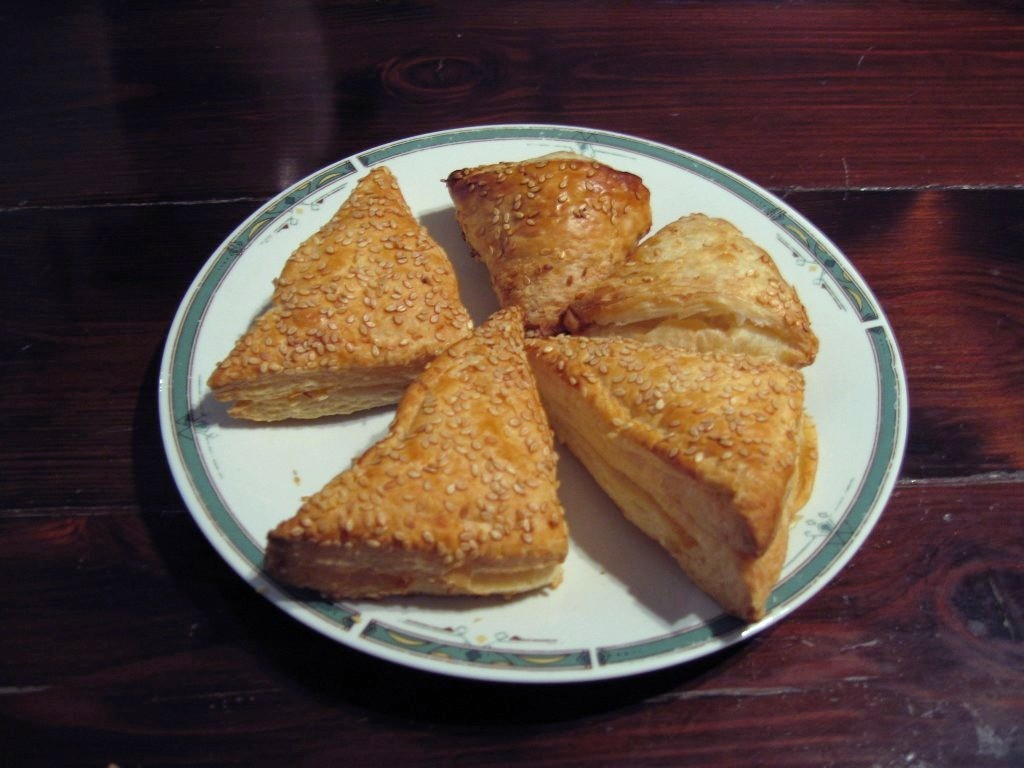
Burki wypełnione serem i ziemniakami

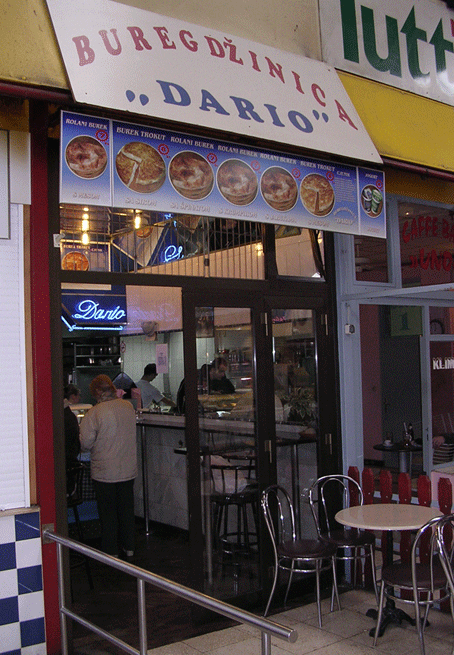
Burekdżinica w Zagrzebiu

Burek (także jako: byrek, börek, boereg, piroq) – rodzaj nadziewanego placka wykonanego z ciasta filo bądź yufka, rzadziej z ciasta francuskiego popularny w krajach śródziemnomorskich i arabskich. Nazwa pochodzi od tureckiego czasownika bur-, oznaczającego: zawijać, zakręcać. Sposób wyrabiania burka nawiązuje do znanej w starożytnym Rzymie placenty.

## Charakterystyka
Burek, będący jednym z najbardziej popularnych fast-foodów w krajach śródziemnomorskich przygotowuje się poprzez długie wyrabianie bardzo cienkiego ciasta, które następnie jest nadziewane nadzieniem mięsnym, warzywnym (szpinak) lub serowym i podawane w formie zbliżonym do pity lub przypominającej gruby, wielowarstwowy naleśnik. Burek w kształcie naleśnika zwykle jest dzielony na cztery trójkątne porcje.
W Turcji najbardziej popularną formą burka jest Su böreği (burek wodny), w formie naleśnika pieczonego na dużej patelni oraz Sigara böreği (burek w kształcie cygara). Nadzienie tureckich burków stanowi zwykle ser typu feta, ziemniaki, pietruszka, rzadziej mielone mięso i kiełbasa. Do nadziewania burka używa się także warzyw, w tym szpinaku i kapusty.
Nietypowym burkiem jest Kürt böreği (burek kurdyjski), który nie zawiera nadzienia, a podaje się go po posypaniu cukrem pudrem.
W Albanii, Kosowie, Macedonii Północnej i Sandżaku burek (czyt. byrek) wypełniony mięsem, szpinakiem lub serem jest powszechnie dostępnym posiłkiem, sprzedawanym w piekarniach, cukierniach, a także specjalnych sklepach o nazwie byrektore (w krajach byłej Jugosławii spotyka się też określenie buregdžinica). Pełni funkcję przekąski, ale także głównego posiłku w ciągu dnia.
Burek w wersji arabskiej jest wypełniony mielonym lub siekanym mięsem jagnięcym, rzadziej wołowiną. Dodatek wielu przypraw, w tym kurkumy i gałki muszkatołowej wpływa na jego charakterystyczny smak. Specyficzny dla kuchni arabskiej jest także burek na słodko, podawany z rodzynkami i migdałami. Wersją burka na słodko jest także grecki galaktoboureko (γαλακτομπούρεκο), wypełniony słodkim sosem i aromatyzowany sokiem z cytryny lub pomarańczy.
W kuchni bułgarskiej pojęcie burek (бюрек) jest używane na określenie odmiany ciasta nadziewanego o nazwie banica (баница).